# An-Nur (sura)
An-Nur, w polskim przekładzie Światło (arab. ‏النور‎; ’an-nūr)– 24. sura Koranu. Sura klasyfikowana jednomyślnie – zarówno przez uczonych muzułmańskich, jak i badaczy zachodnich – jako sura medyńska, czyli objawiona po Hidżrze. Składa się z 64 wersetów (tzw. aja).

An-Nur w kaligrafii arabskiej

## Pochodzenie nazwy sury – Werset Światła
Nazwa sury jest zaczerpnięta z wersetu 35, tak zwanego „Wersetu Światła” (arab. ‏آیة النور‎; āyat an-nūr).
W tłumaczeniu Józefa Bielawskiego:
„Bóg jest światłem niebios i ziemi. Jego światło jest podobne do niszy, w której jest lampa; lampa jest we szkle, a szkło jest jak gwiazda świecąca. Zapala się ona od drzewa błogosławionego – drzewa oliwnego, ani ze wschodu, ani z zachodu, którego oliwa prawie by świeciła, nawet gdyby nie dotknął jej ogień. Światło na świetle! Bóg prowadzi drogą prostą ku światłu, kogo chce. Bóg przytacza przykłady dla ludzi. Bóg o każdej rzeczy jest wszechwiedzący!”
W tłumaczeniu Musy Çaxarxana Czachorowskiego:
„Bóg jest światłością niebios i ziemi. Jego światło podobne jest do niszy, w której znajduje się lampa: lampa zamknięta jest w szkle, a szkło niczym perłowa gwiazda. Zapala się ona od drzewa błogosławionego, drzewa oliwnego, jakiego nie ma na wschodzie ani na zachodzie. Jego oliwa gotowa zabłysnąć, nawet bez zetknięcia z ogniem. Światło na świetle! Bóg prowadzi ku Swemu światłu, kogo zechce. Bóg przytacza ludziom przypowieści. Bóg wie o każdej rzeczy!”
„Werset Światła” był tematem rozważań wielu muzułmańskich uczonych, szczególnie tych związanych z sufizmem. Nawiązywali do niego m.in. Al-Ghazali, As-Suhrawardi, Ibn Arabi oraz Rumi. Nazwa An-Nur (podobnie jak w przypadków nazw większości sur w Koranie) nie opisuje tematu całej sury. Jest swego rodzaju słowem-kluczem, którego zwyczajowo używano, aby odróżnić tę surę od innych.

## Główne wątki i postaci w surze
- kary za cudzołóstwo
- kary za zniesławianie i oskarżanie kobiet bez dowodów
- „incydent kłamstwa” związany z próbą zniesławienia żony Mahometa, A’iszy bint Abi Bakr.
- parabola Allaha, jako światła – Werset Światła
- zasady związane z odwiedzinami i prywatnością
- nakaz posłuszeństwa Mahometowi
- nakaz czystości przedmałżeńskiej
- zachęta do wyzwalania niewolników
- zakaz wykorzystywania niewolnic do prostytucji[4][8]

## Linki zwenętrzne
- Przekład Koranu według Musy Çaxarxan Czachorowskiego (źródło: Muzułmański Związek Religijny w RP, Białystok 1439/2018)
- Tłumaczenie znaczenia Świętego Koranu według Józefa Bielawskiego (źródło: PIW, Warszawa 1986)
- Tłumaczenie znaczenia Świętego Koranu według Jana Murzy Tarak Buczackiego (źródło: nakładem Aleksandra Nowoleckiego, Warszawa 1858)
- Tekst Koranu z transliteracją, tłumaczeniami na wiele języków (w tym Józefa Bielawskiego) i recytacjami
- Muzułmańska strona poświęcona egzegezie Koranu